# Diadelia oberthuri
Diadelia oberthuri là một loài bọ cánh cứng trong họ Cerambycidae.